# Σ
Sigma（大写Σ，小写σ，中文音译：西格马），是第十八个希腊字母。在現代的希臘數字代表200。
在希腊语中，若一个单字的最末一个字母是小写sigma，要把该字母写成 ς，此字母又称final sigma（Unicode: U+03C2 （页面存档备份，存于））。
大写Σ可以表示：
- 数学上的求和符号（又称和式号）。
- 粒子物理学中的一类重子（Σ重子）。

小写σ可以表示：
- σ键，化學上一类原子轨道“头碰头”形成的化学键。
- 统计学上的标准差。
- 除数函数。
- σ-代数。
- RNA聚合酶的σ因子。
- 恆星光度的 斯特藩-玻尔兹曼常数。
- 应力。

西里尔字母的С及拉丁字母的S都源于Sigma，而西里尔字母С的直接起源是Sigma的一个弯月形变体Ϲ。

## 參看
- Ʃ ʃ（拉丁字母）、Ϛ ϛ (Stigma)